# Pterocyclophora huntei
Pterocyclophora huntei là một loài bướm đêm trong họ Erebidae.

## Hình ảnh

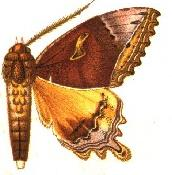